# Beata Beatrix
Beata Beatrix – obraz olejny Dantego Gabriela Rossettiego, malowany w latach 1863–1870. Stanowi ilustrację do Życia nowego Dantego Alighieri oraz hołd złożony Elizabeth Siddal, zmarłej żonie malarza. Dzieło ma wymiary 86.4 na 66 cm. Przechowywany jest w Tate Gallery w Londynie.

## Historia i opis
Elizabeth Siddal, żona Rossettiego i modelka prerafaelitów, popełniła samobójstwo poprzez przedawkowanie laudanum w lutym 1862 roku. Powodem samobójstwa miała być depresja wywołana poronieniem oraz niewiernością Rossettiego. Rossetti malował obraz już po jej śmierci i przedstawił na nim jej narkotyczne samobójstwo. Siddal przedstawiona jest na nim podobnie jak na obrazie Ofelia Johna Everetta Millais’go, do którego również pozowała – jest podobnie półuśpiona, pogrążona w oczekiwaniu śmierci i otoczona miękkim tłem, wykonuje również podobne gesty. Z przejściem bohaterki obrazu do śmierci koresponduje pora doby – nieokreślona, pomiędzy dniem a nocą. W prawej dolnej części obrazu widać czerwonego gołębia, który składa na jej rękach mak – symbol snu, ale też roślina, z której wykonuje się narkotyk. Bohaterka znajduje się w murowanej cembrowinie, symbolizującej otwarty grób, na jej brzegu malarz umieścił zegar słoneczny, wskazujący godzinę dziewiątą (o tej godzinie Siddal popełniła samobójstwo).
Oprócz obrazu śmierci Siddal, dzieło jest też ilustracją do Życia nowego Dantego Alighieri. Tak interpretowany przedstawia postać ukochanej poety, Beatrycze, pogrążonej w mistycznym skupieniu. W lewym górnym rogu obrazu widać czerwoną postać Miłości, trzymającej w rękach światło (symbolizujące życie bohaterki obrazu), w prawym – ciemną postać Dantego (według niektórych badaczy postać ta uosabia samego Rossettiego, który lubił identyfikować się z włoskim poetą; ich obu łączyłaby śmierć ukochanej kobiety). Ptak przysiadający w pobliżu jej rąk symbolizuje Ducha Świętego, a niesiony przez niego mak – śmierć, ale i pokój. Z tyłu za postacią bohaterki wyłania się most Ponte Vecchio, mieszczący się we Florencji, gdzie mieszkali Dante Alighieri i Beatrycze.

## Inne wersje obrazu
Powstało kilka wersji tego obrazu. Jedną z nich jest obraz (z predellą) w zbiorach Art Institute of Chicago.
Inna wersja obrazu znajduje się w Birmingham Museum and Art Gallery. Rosetti nie zdołał ukończyć go przed śmiercią; dokonał tego Ford Madox Brown uzupełniając tło.
Późniejsza wersja, z 1880 roku znajduje się w zbiorach National Gallery of Scotland.
- Beata Beatrix,
87,5 × 69,3 cm,
predella: 26,5 × 69,2 cm,
1871–1872,
Art Institute of Chicago

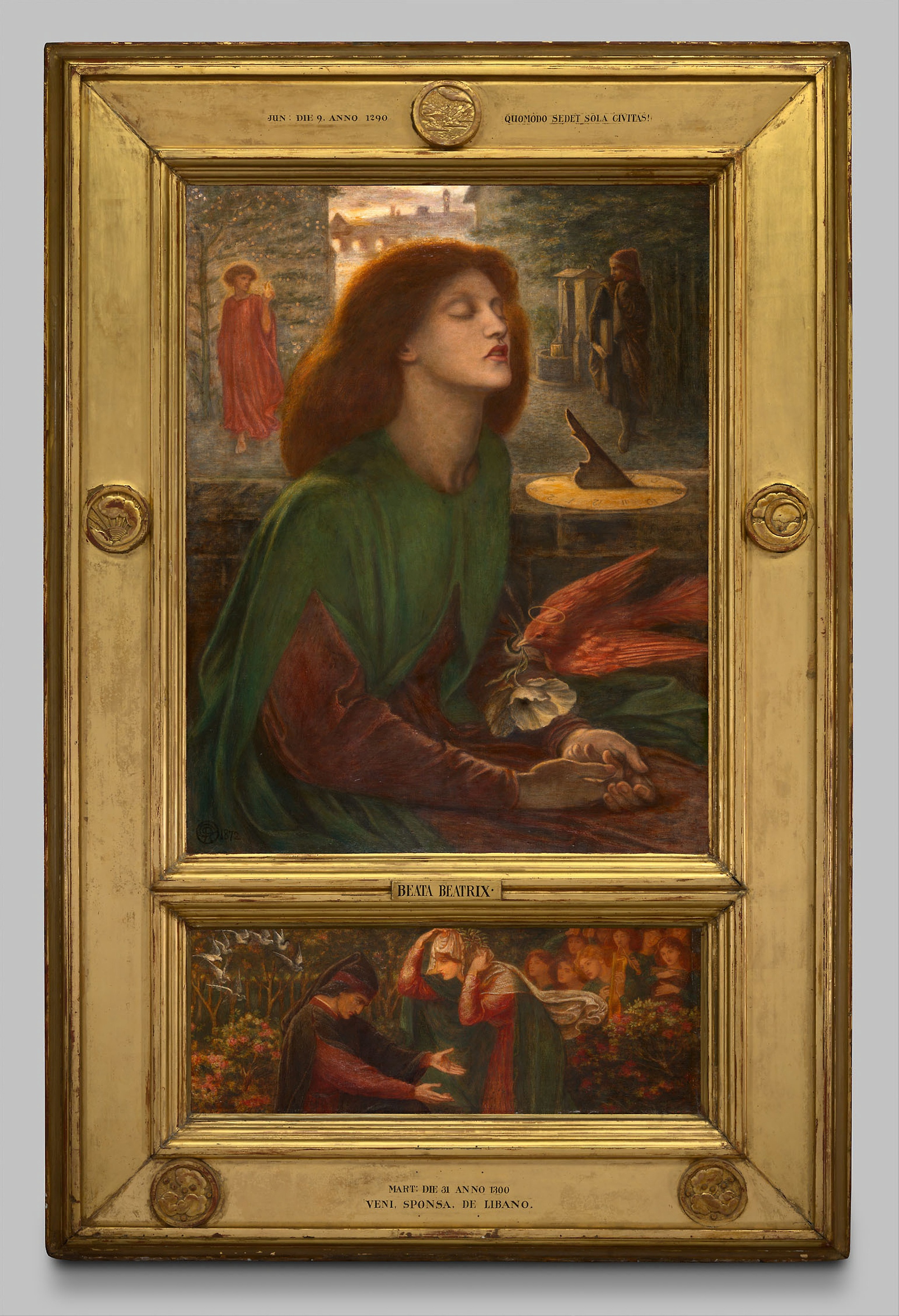
Beata Beatrix, 87,5 × 69,3 cm, predella: 26,5 × 69,2 cm, 1871–1872, Art Institute of Chicago
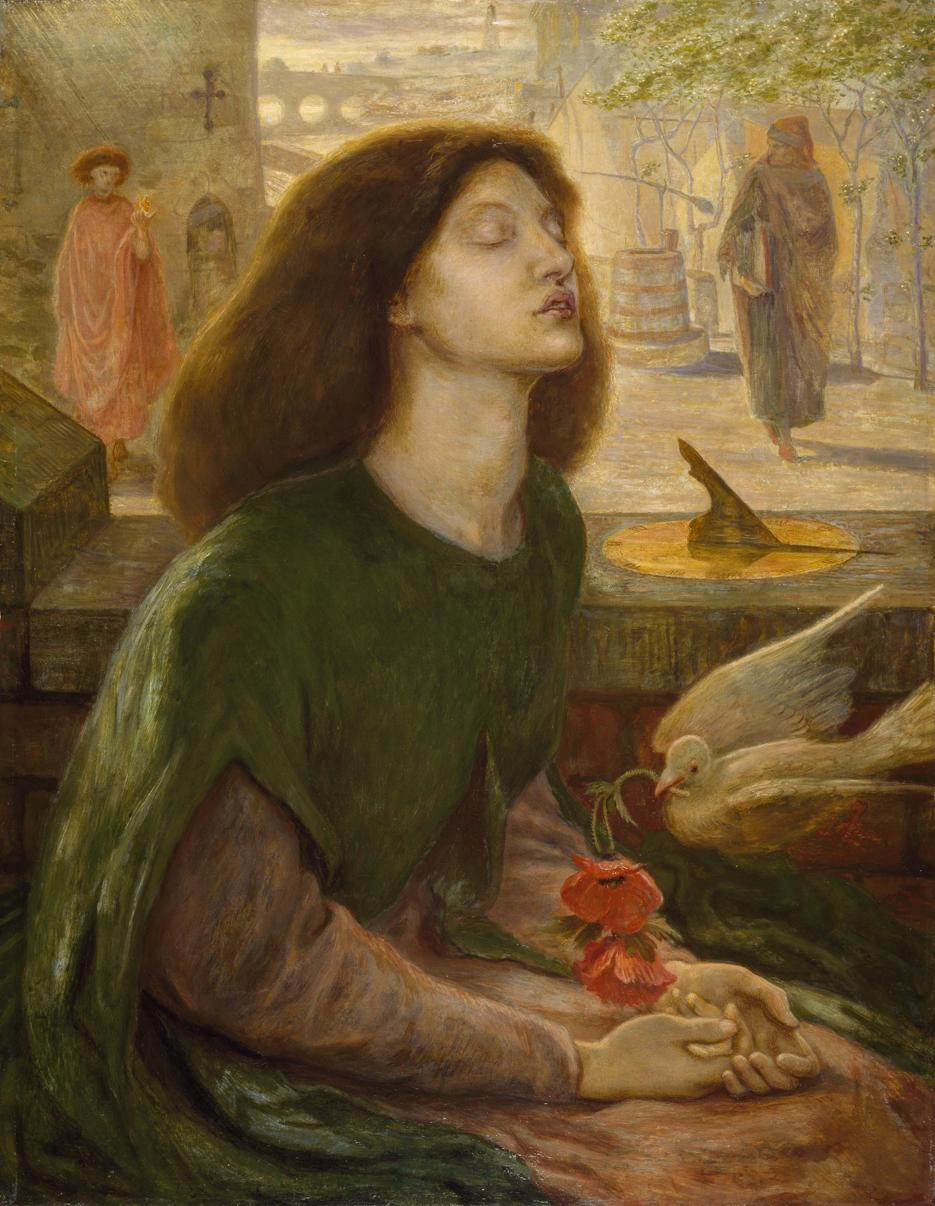
Beata Beatrix, 86,4 × 68,2 cm, 1877, Birmingham Museum and Art Gallery
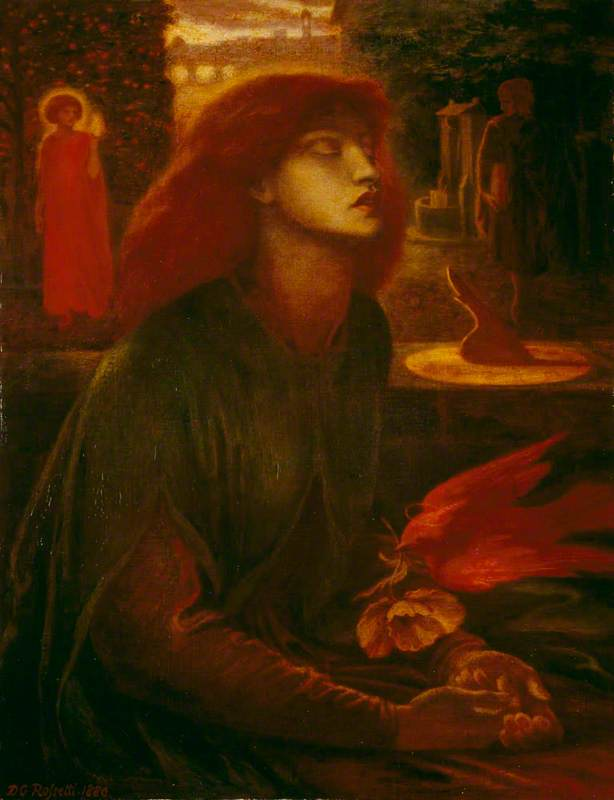
Beata Beatrix, 86 x 66,7 cm 1880, National Gallery of Scotland